# ホアキン・フェルナンデス (1999年生のサッカー選手)
ホアキン・フェルナンデス・ペルトゥッソ（スペイン語: Joaquín Fernández Pertusso、1999年1月22日）は、ウルグアイ・ロチャ出身のサッカー選手。CAボストン・リーベル所属。ポジションはDF。
兄のファブリシオ・フェルナンデスもサッカー選手。